# Patagioenas picazuro
La paloma picazuró (Patagioenas picazuro) es una especie de ave columbiforme de la familia Columbidae endémica de América del Sur. Su distribución geográfica abarca Brasil, este de Bolivia, Uruguay, Paraguay, el norte y centro de Argentina.
Félix de Azara comenta que el nombre de "picazuró" era el que le daban los aborígenes guaraníes y significa "paloma amarga".

## Características
Es una paloma mediana a grande (algo mayor a Columba livia), de 35 centímetros de largo total aproximadamente, y 450 gramos de peso. Presenta cabeza y pecho vináceo, apretados filetes celestes metálicos en el cuello dorsal. Medialuna blanca en las cubiertas de las alas, más notables en vuelo. Resto del cuerpo plomizo, iris castaño.

## Historia natural
Es común en su área de distribución y en los últimos años, está en Argentina ampliando constantemente su área de distribución. Esto se puede atribuir a la constante ampliación de la frontera agrícola, de la cual esta especie saca buen provecho.
Su hábitat es el bosque, y la sabana abierta de pastizales. No invade terrenos de más de 1100 metros de altitud. En los últimos años se ha adaptado perfectamente al hábitat urbano, siendo muy común encontrarlas en las grandes ciudades, ya sea en parques o plazas.
Nidifica en árboles, construyendo una plataforma de ramas. Pone solo un huevo generalmente de forma elíptica, blanco, de 44 x 30 mm, aproximadamente. Realizan varias puestas en cada estación.

## Subespecies
Se conocen dos subespecies de paloma picazuro:
- Patagioenas picazuro marginalis (Naumburg, 1932)
- Patagioenas picazuro picazuro (Temminck, 1813)